# Phlebotomus gemetchi
Phlebotomus gemetchi är en tvåvingeart som beskrevs av Gebre-michael och Balkew 2003. Phlebotomus gemetchi ingår i släktet Phlebotomus och familjen fjärilsmyggor.
Artens utbredningsområde är Etiopien. Inga underarter finns listade i Catalogue of Life.